# Blok-D

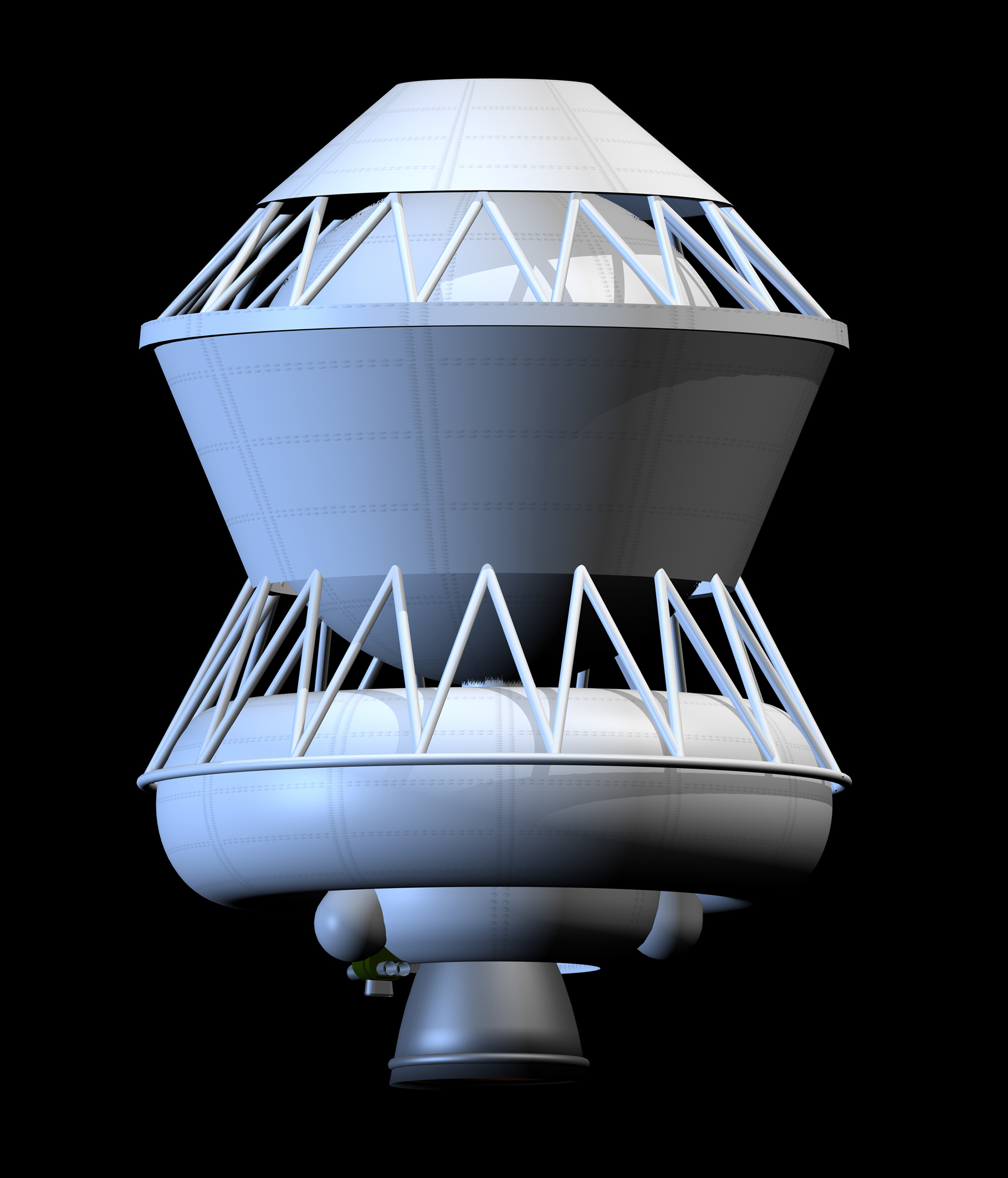
Darstellung der Blok-D-Oberstufe

Blok-D (russisch Блок Д) ist eine Raketenoberstufe, die in einigen Typen der früheren sowjetischen und jetzigen russischen Trägerraketen verwendet wird. Die verschiedenen Varianten der Blok-D-Oberstufe wurden bereits über 250 Mal bei Raketenstarts verwendet. Blok-D wird bei RKK Energija hergestellt.
Die Blok-D-Oberstufe und ihre Varianten verwenden Kerosin als Treibstoff und flüssigen Sauerstoff als Oxidationsmittel.
Die Oberstufe wurde von der fünften Stufe des bemannten Mondexpeditionskomplexes L3 innerhalb des gestoppten sowjetischen bemannten Mondprogramms abgeleitet. Der erste Flug der Blok-D-Oberstufe erfolgte 1967.
Später fand sie Verwendung als vierte Stufe der Proton-Rakete und brachte sowjetische Raumsonden zu Mond, Mars und Venus. Der Blok-D wurde von der Oberstufe Bris-M als vierte Stufe der modernisierten Proton-M abgelöst. Seit 1999 fand Blok-D außerdem Verwendung in den von See gestarteten Zenit-3SL-Raketen des mittlerweile insolventen privaten Satellitenstartunternehmens Sea Launch.

## Varianten

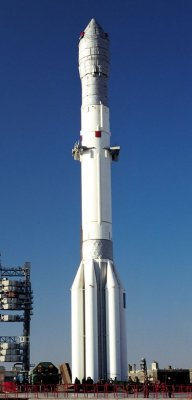
Proton-K-Rakete mit Blok-D-Oberstufe (Mars 96-Mission)

### Blok-D
Dies war die Originalversion. Sie wurde in der Proton-K-Rakete als Oberstufe eingesetzt. Die Bezeichnung im GRAU-Index lautet 11S824. Diese Stufe war mit einem Haupttriebwerk vom Typ RD-58 ausgestattet, das einen Schub von 84 kN erzeugte. Blok-D hatte eine Leermasse von 1.800 kg.
Der Erststart dieser Urversion erfolgte am 10. März 1967. Das letzte Mal flog sie am 16. Oktober 1975. Insgesamt war diese Variante nicht sehr zuverlässig. Oft strandeten durch ihr Versagen die für den Mond oder andere Planeten bestimmte Raumflugkörper in einem Erdorbit.

### Blok-D1
Die Probleme mit Blok-D führten zur Entwicklung von Blok-D1. Die Bezeichnung im GRAU-Index lautet 11S824M. Es wurde das modifizierte RD-58M-Triebwerk eingesetzt. Bei allen elf ausgeführten Starts erreichten die Satelliten ihr Ziel. Damit hat diese Stufe eine Zuverlässigkeit von 100 Prozent.
Der Erststart dieser Version erfolgte am 9. August 1975. Das letzte Mal flog sie am 1. Dezember 1989.

### Blok-D2
Diese Variante mit dem GRAU-Index 11S824F wurde drei Mal eingesetzt, und zwar für den Start der Sonden Phobos 1 und 2 sowie Mars 96 zum Mars.

### Blok-DM
Blok-D (GRAU-Index 11S86) wurde 1974 zum Start von Satelliten in geosynchrone Umlaufbahnen und andere Erdorbits zum Blok-DM modifiziert. 2002 hatte Blok-DM eine Erfolgsrate von 97 % in 218 Flügen seit 1974 und 43 erfolgreiche Missionen in einer Reihe zwischen 1997 und 2002.

### Blok-DM2
Diese Variante von Blok-DM wurde 1982 das erste Mal eingesetzt.

### Blok-DM3
Eine weitere Variante, die Blok-DM3, flog erstmals 1996.

### Blok-DM-SL
Diese Variante von Blok-DM3 wurde als Oberstufe der bei Sea Launch verwendeten Zenit 3SL eingesetzt.

### Perseus / Orion
Als Oberstufenoption für die Angara A5 wurde die Blok-DM3-Varianten Perseus und Orion entwickelt.